# Katsuyoshi Watanabe
Katsuyoshi Watanabe (jap. 渡辺 克義 Watanabe Katsuyoshi; ur. 23 marca 1960 w prefekturze Niigata, Japonia) – japoński polonista, profesor.

## Życiorys
Studiował rusycystykę na Tokijskim Uniwersytecie Studiów Międzynarodowych (1980–1984), historię Europy na Tōkyō Toritsu Daigaku (1984–1986) i historię Polski na Uniwersytecie Warszawskim (1986–1990). Promotorem pracy doktorskiej był Andrzej Garlicki. Po powrocie do Japonii obronił doktorat także na Uniwersytecie Tokijskim w 2004. Od 2000 był stałym pracownikiem naukowym Yamaguchi Kenritsu Daigaku, od 2019 jest profesorem zwyczajnym Nagaoka Sutoku Daigaku. 

## Najważniejsze publikacje
- Kachin-no mori-to Warushawa hōki. Pōrando-no rekishi-no minaoshi [tł. tyt.: Las katyński i Powstanie Warszawskie. Ponowne spojrzenie na historię Polski], Tokio: Iwanami Shoten 1991.
- Motto shiritai Pōrando [tł. tyt.: Chcemy lepiej poznać Polskę] (pr. zbior.), Tokio: Kōbundō 1992.
- Pōrandogo sakubun kenkyū. Chūkyū, jōkyū gakushūsha-no hyōgenryoku kōjō-no tame-ni [tł. tyt.: Studia nad przekładami literatury japońskiej na język polski. Pomoc dla średnio zaawansowanych i zaawansowanych], Tokio: Tairyūsha 1992.
- Minirozmówki japońskie, pr. zbior., Warszawa: Wiedza Powszechna 1993.
- Zamenhofu-to esuperanto. Pōrandoshi, Pōrando gogaku-to-no setten [tł. tyt.: Zamenhof i esperanto. Związki z historią i filologią polską], Tokio: Zaidan Hōjin Nihon Esuperanto Gakkai 1996.
- Yōroppa-shi kenkyū-no shinchihei. Pōrando-kara-no manazashi [tł. tyt.: Nowy horyzont studiów historycznych nad Europą. Z polskiego punktu widzenia] (pr. zbior.), Kioto: Shōwa-dō 2000.
- Pōrando-go. Chū-tōō-no kotoba-o hajimemashō [tł. tyt.: Język polski. Zaczynamy uczyć się języków Europy Środkowo- Wschodniej], Tokio: Asashi Shuppansha 2000.
- Pōrando-o shiru tame-no 60 shō [tł. tyt.: 60 rozdziałów o Polsce] (pr. zbior.), Tokio Akashi Shoten 2001.
- Warushawa tsūshin. Nihonjin gakkō kyōshi-no Pōrando taiken [tł. tyt.: Relacja z Warszawy. Przeżycie nauczyciela szkoły japońskiej w Polsce] (pr. zbior.), Tokio: Sairyūsha 2004.
- Pōrandojin-no seimei. Pōrando koyū-meishigaku kenkyū josetsu [tł. tyt.: Nazwiska polskie. Wprowadzenie do polskich studiów onomastycznych], Okayama: Nishi Nihon Hōki Shuppan 2005.
- Pōrandogo-no fūkei. Nihongo-no mado-kara mieru mono [tł. tyt.: Krajobrazy z języka polskiego widziane przez okno języka japońskiego], Tokio: Gendai Shokan 2005.
- Świat z papieru i stali. Okruchy Japonii, pr. zbior., Warszawa: Waneko 2005.
- Zero-kara hanaseru Pōrandogo [tł. tyt.: Język polski od zera], Tokio: Sanshūsha 2006.
- Pōrandogaku-o manabuhito-no tame-ni [tł. tyt.: Dla osób studiujących polonistykę] (pr. zbior.), Kioto: Sekai Shisōsha 2007.
- Kanmei Nihongo-Pōrandogo, Pōrandogo-Nhiongo jiten [tł. tyt.: Mały słownik japońsko-polski, polsko-japoński. Słownictwo podstawowe], Tokio: Kokusai Gogakusha 2008.
- Japonia na początku XXI wieku. Polityka, gospodarka, społeczeństwo i stosunki z Polską, pr. zbior., Toruń: Wydawnictwo Adam Marszałek 2008.
- Pōrandogo sakubun kyōhon [tł. tyt.: Jak tłumaczyć teksty z języka japońskiego na polski], Tokio: Tōyō Shoten 2012.
- Współczesna Japonia w pytanich i odpowiedziach, pr. zbior., Warszawa: Waneko 2015.
- Issatsume-no Pōrandogo [tł. tyt.: Język polski dla początkujących], Tokio: Tōyō Shoten Shinsha 2017.

## Tłumaczenia
- Anjei Waida, Anjei Waida jisaku-o kataru [tyt. oryg.: Andrzej Wajda, Wajda mówi o sobie], pr. zbior., Tokio: Heibonsha 2000.
- Sutanisuwafu Mikowaichiku, Ubawareta sokoku Pōrando. Mikowaichiku kaikoroku [tyt. oryg.: Stanisław Mikołajczyk, The Rape of Poland], pr. zbior., Tokio: Chūōkōron Shinsha 2001.
- Keiji Nakazawa, Hiroszima 1945. Bosonogi Gen [tyt. oryg.: Hadashi-no Gen], pr. zbior., Warszawa: Waneko 2004–2011.
- Anjei Garuritsuki, Pōrando-no kōkō rekishi kyōkasho (gendaishi) [tyt. oryg.: Andrzej Garlicki, Historia 1939–2001. Polska i świat], pr. zbior., Tokio: Akashi Shoten, 2005.
- Misuzu Kaneko, Ptaszek, dzwonek i ja. Dzieła wybrane [tyt. oryg.: Kaneko Misuzu zenshū], Warszawa: Waneko 2005.
- Mareku Harutofu, Pōrando eigashi [tyt. oryg.: Marek Haltof, Polish National Cinema], pr. zbior., Tokio: Gaifūsha 2006.
- Mareku Harutofu, Kyeshirofusuki eiga-no zenbō [tyt. oryg.: Marek Haltof, Cinema of Krzysztof Kieślowski: Variations on Destiny and Chance], pr. zbior., Tokio: Suiseisha 2008.
- Anetto Insudōfu, Futari-no Kyeshirofusuki [tyt. oryg.: Annette Insdorf, Double Lives, Second Chances: The Cinema of Krzysztof Kieślowski], pr. zbior., Tokio: Suiseisha 2009.
- Anjei Waida, Eiga-to sokoku-to jinsei-to… [tyt. oryg.,: Andrzej Wajda, Kino i reszta świata], pr. zbior., Tokio: Gaifūsha 2009.
- Agunyeshuka Usakyevichi, Umibe-no neko [tyt. oryg.: Agnieszka Usakiewicz, Tak jak wszystkie małe kotki], Tokio: Suiseisha 2011.
- Maria Popushentsuka, Shogyoku-no Pōrando kaiga [tyt. oryg.: Maria Poprzęcka, Arcydzieła malarstwa polskiego], pr. zbior., Osaka: Sōgensha 2014.
- Magudarena Foranto-Kugureru, Gaikokujin-no-tameno kanben-pōrandogo-bunpō [tyt. oryg.: Magdalena Foland-Kugler, Zwięzła gramatyka polska dla cudzoziemców], Warszawa: Ex Libris 2017.
- Hideo Yamaki, Świat sumo. Opowieści yobidashi Hideo [tyt. oryg.: Yobidashi Hideo-no sumō-banashi],  Warszawa: Waneko 2021.